# Тенизовское
Тенизовское (каз. Теңіз) — село в Мендыкаринском районе Костанайской области Казахстана. Административный центр Тенизовского сельского округа. Код КАТО — 395663100.
В 4 км к востоку от села расположено озеро Тениз.

## Население
В 1999 году население села составляло 1159 человек (578 мужчин и 581 женщина). По данным переписи 2009 года, в селе проживали 843 человека (415 мужчин и 428 женщин). По данным переписи 2021 года, в селе проживали 394 человека (194 мужчины и 200 женщин).